# 부옥스
부옥스(독일어: Buochs)는 스위스 니트발덴주의 자치체이다.

## 역사
부옥스는 1124년에 Boches로 처음 언급되었다. 1184년에는 부옥스로, 1210년에는 Buches로, 1229년에는 Buchs로 언급되었다.

## 지리

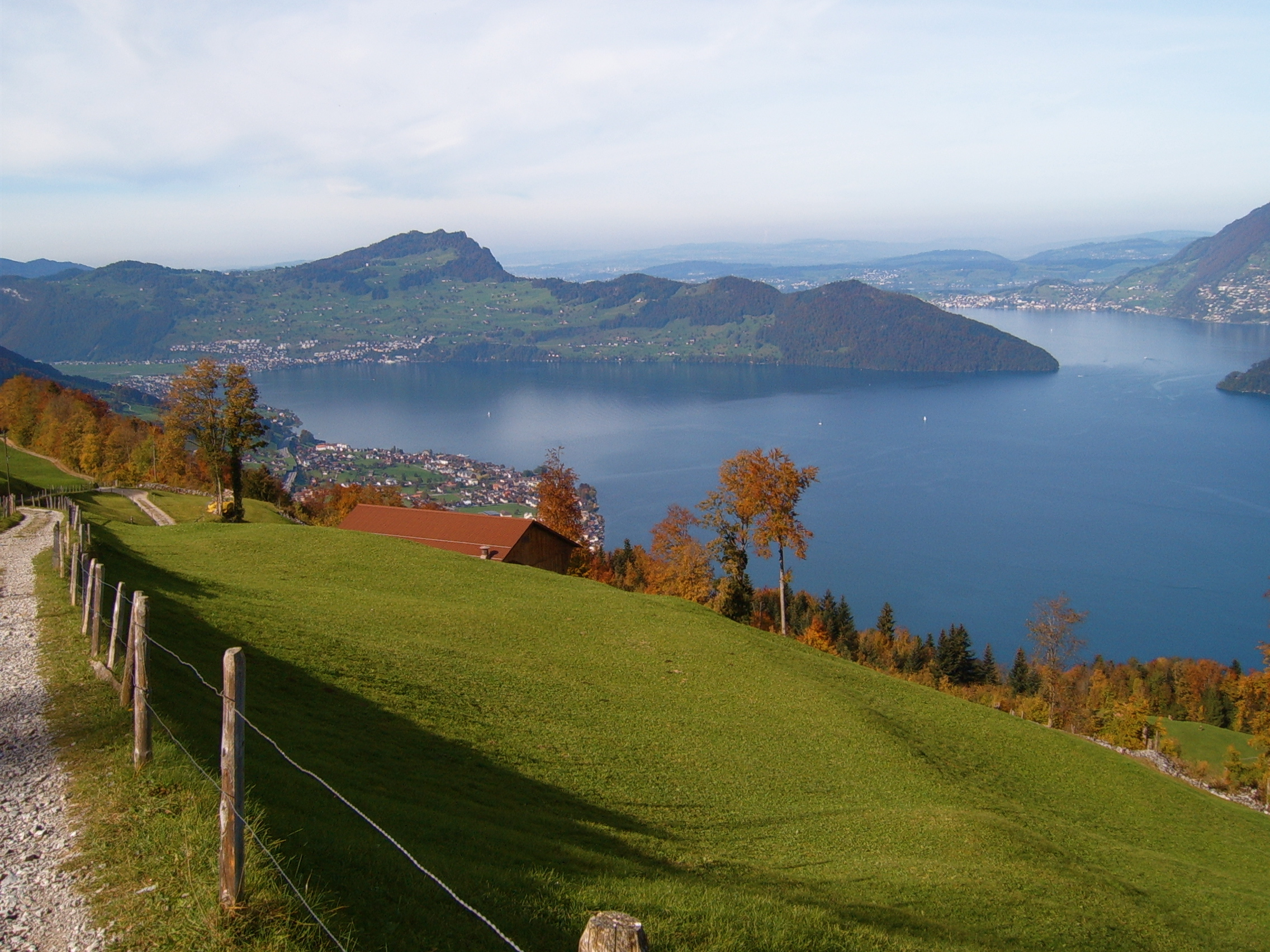
루체른호의 부옥스만

2004년 9월 기준, 부옥스의 면적은 9.96k㎡이다. 이 지역 중 약 46.8%가 농업용으로 사용되고 33.5%가 산림이다. 나머지 토지 중 18.0%는 정착지(건물 또는 도로)이고 1.7%는 비생산적인 토지이다. 2004/09년 조사에서 총 96ha 또는 전체 면적의 약 9.7%가 건물로 덮여 있었는데, 이는 1981년에 비해 32ha 증가한 것이다. 농경지 중 19ha는 과수원과 포도원으로 사용되고 448ha는 들판과 초원이며 1ha는 고산 목초지로 구성되어 있다. 1981년 이래로 농경지는 28ha 감소했다. 같은 기간 동안 산림 면적은 2ha 감소했다. 강과 호수는 시정촌에서 16ha를 차지한다.
시정촌은 에네트뷔르겐, 베켄리트 및 슈탄스 사이의 도로를 따라 위치해 있다. 엥겔베르커 아와 부옥서호른 산 사이의 루체른 호수 서쪽에 있다. 그것은 부옥스의 이전 선형 마을로 구성된다.

## 인구 통계
2020년 12월 기준, 부옥스의 인구는 5,313명이다. 2015년 기준으로 인구의 15.4%가 거주하는 외국인이다. 2010년부터 2015년까지 지난 5년 동안 인구는 2.16%의 비율로 변화했다. 2015년 시정촌의 출생률은 11.6명, 사망률은 인구 1,000명당 6.1명이었다.
2015년 기준으로 아동·청소년(0~19세) 인구가 19.5%, 성인(20~64세)이 63.4%, 노인(64세 이상)이 17.0%를 차지한다. 2015년에는 2,405명의 독신 거주자, 2,465명의 기혼 또는 동거인, 217명의 미망인, 346명의 이혼한 거주자가 있었다.
2015년에 부옥스에는 2,244개의 개인 가구가 있었고 평균 가구 규모는 2.39명이었다. 2015년에 시정촌의 모든 건물 중 약 28.6%가 단독 주택으로, 이는 주(35.5%)보다 낮고 전국(57.4%)보다 훨씬 낮다. 2000년 시정촌의 742채의 주거동 중 단독주택이 약 29.5%, 다가구주택이 50.3%를 차지하였다. 또한 1919년 이전에 건설된 건물의 약 18.2%, 1991년에서 2000년 사이에 14.7%가 건설되었다. 2014년 인구 1,000명당 신규 주택 건설 비율은 16.67이다. 2016년 시정촌 공실률은 1.21%였다.
2000년 기준, 인구 대부분은 독일어(90.9%)를 사용하며, 이탈리아어가 두 번째로 많이 사용(1.8%)되고, 세르보-크로아티아어가 세 번째(1.7%)로 사용된다. 2008년 기준으로 인구의 성별 분포는 남성 50.8%, 여성 49.2%였다.
역사적 인구는 다음 차트에 나와 있다.

## 명소
부옥스의 주요 명소는 성마르틴 교회, 에너베르크의 로레토 예배당, 요한 멜히어 뷔르쉬 기념비 및 부두이다.
부옥스의 도시 마을은 스위스 유산 목록의 일부이다.

## 정치
2015년 연방 선거에서 후보를 출마한 유일한 주요 정당은 83.8%의 득표율을 기록한 SVP였다. 이번 연방 총선에서는 총 2,242표가 투표되었고, 투표율은 57.3%였다. 2011년 선거에서 SVP는 43.8%를 얻었고 FDP는 38.0%, GPS는 18.2%를 얻었다.
2007년 연방 선거에서 가장 인기 있는 정당은 89.9%의 득표율을 기록한 FDP였다. 나머지 득표의 대부분은 지역의 소규모 우익 정당(9.4%)에게 돌아갔다.

## 교육
부옥스에서는 인구의 약 73%(25-64세 사이)가 비필수 고등교육 또는 추가 고등교육(대학 또는 응용학문대학)을 완료했다.

## 경제
부옥스는 교외 커뮤니티로 분류된다.
2014년 기준으로 시정촌에 고용된 사람은 총 1,971명이다. 이 중 총 130명이 1차 경제 부문의 44개 기업에서 일했다. 2 차 부문은 81개의 개별 사업에서 599명의 근로자를 고용했으며 그 중 12개의 중소기업이 총 336명의 직원을, 대기업은 총 60명의 직원을 고용했다. 마지막으로, 3차 부문은 240개 사업체에서 1,242개의 일자리를 제공했으며, 그 중 3개 중소기업이 총 246명의 직원을 고용했다.
2015년에는 전체 인구의 16.7%가 사회 지원을 받았다. 2011년에 지방 자치 단체의 실업률은 1%였다.
2015년 국내 호텔의 숙박은 총 35,351회였으며 이 중 90.8%가 해외 방문객이었다.
2015년 CHF 80,000를 버는 두 자녀를 둔 부부의 시 평균 세율은 3.3%인 반면 CHF 150,000를 버는 1인의 세율은 11.6%로, 둘 다 캐나다 평균에 가깝다. 주는 CHF 80,000을 만드는 사람들의 평균 세율보다 약간 낮고 CHF 150,000을 만드는 사람들의 가장 낮은 세율 중 하나이다. 2013년에 납세자 1인당 시정촌 평균 소득은 CHF 76,843이고 1인당 평균 소득은 CHF 35,038로 각 주 평균 CHF 98,342 및 CHF 46,206보다 작다. 또한 전국 납세자 1인당 평균 CHF보다 적다. 82,682이고 1인당 평균 CHF 35,825이다.

## 교통

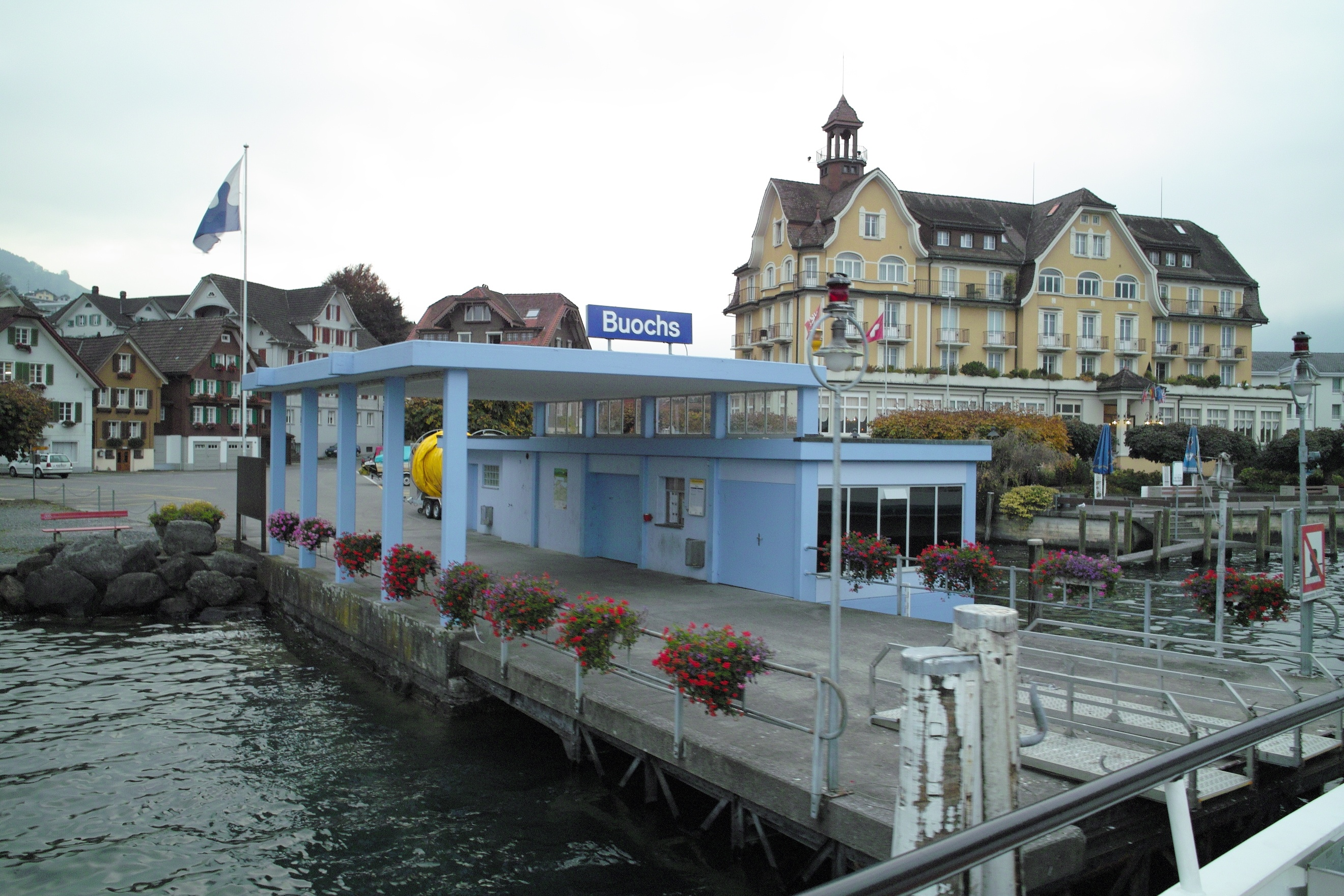
부옥스 부두

부옥스는 A2 고속도로 바젤 - 루체른 - 고트하르트 고속도로 노선 상에 있으며, 고속도로 입구가 있다. 부옥스 공항의 활주로의 대부분은 시 지역에 있다.
지역 사회는 포스트버스 노선 (국립공원-) 슈탄스역 - 제리슬리베르크를 통해 주요 도로에서 접근할 수 있다.
호수에서 부옥스 부두는 루체른호 해운에서 운영하는 정기 보트로 여름에 도착할 수 있다.

## 스포츠
이 마을은 2. 리가 인터레기오날에서 뛰는 축구 클럽 SC 부옥스의 고향이다.
2009년 7월 15일부터 19일까지 ICF 주니어 와일드워터 월드 챔피언십이 개최되었다. 주로 니트발덴의 카누 클럽과 옵발덴주의 카누 클럽 회원들이 조직했다. 경주는 엘겔베르커 아에 있었다.